# Ismail Abdul Razak
Ismail Abdul Razak (Ghana, 7 de marzo de 1989) es un futbolista ghanés. Es mediocentro defensivo y actualmente se encuentra sin equipo.

## Trayectoria
Después de varias semanas de prueba en el club pucelano, Ismail formará parte del primer equipo del Valladolid para la temporada 2011-12. Anteriormente ha estado en las filas del Hapoel Akko israelí y del NSÍ Runavík de las Islas Feroe.

## Clubes
| Club            | País        | Año       |
| --------------- | ----------- | --------- |
| Hapoel Acre     | Israel      | 2009-2011 |
| NSÍ Runavík     | Islas Feroe | 2011      |
| Real Valladolid | España      | 2011-2012 |